# 33488 Darrelrobertson
33488 Darrelrobertson este o planetă minoră (asteroid), cu un diametru de 7,753 km, din centura de asteroizi. A fost descoperită pe 10 aprilie 1999 la Stația Anderson Mesa de Lowell Observatory Near-Earth-Object Search. 
Obiectul prezintă o orbită caracterizată de o semiaxă mare de 2,5418506 UAi, o excentricitate de 0,05, o înclinație de 12,11781 ° în raport cu ecliptica.